# جام والیبال پاسارگاد ۱۳۵۵

تیم تاج قهرمان دومین دوره لیگ والیبال ایران. از مجله دنیای ورزش شماره ۳۲۶.

جام والیبال پاسارگاد ۱۳۵۵ دومین دوره جام پاسارگاد و بالاترین سطح لیگ والیبال در ایران بود. این مسابقات یکشنبه ۲۲ اسفندماه ۱۳۵۵ با قهرمانی تاج تهران به پایان رسید.

## تیم‌ها
در این دوره از بازی‌ها ۱۲ تیم شرکت داشتند. تیم‌های تاج تهران، پرسپولیس تهران، سازمان عمران قزوین، دخانیات تهران، ذوب‌آهن اصفهان، راه‌آهن مشهد، ماشین‌سازی تبریز، دخانیات اصفهان، تهران جوان، ملوان خرمشهر، پپسی رشت و پاس بروجرد در دومین دوره لیگ والیبال کشور شرکت کردند.

## جدول رده‌بندی
| رتبه | تیم            |
| ---- | -------------- |
| ۱    | تاج تهران      |
| ۲    | پرسپولیس تهران |
| ۳    | ذوب‌آهن اصفهان  |
| ۴    | دخانیات تهران  |

## رده‌بندی نهایی
| رتبه | تیم            |
| ---- | -------------- |
| 1    | تاج تهران      |
| 2    | پرسپولیس تهران |
| 3    | ذوب‌آهن اصفهان  |
| ۴    | دخانیات تهران  |

| قهرمان فصل ۱۳۵۵ لیگ برتر ایران |
| ------------------------------ |
| تاج تهران نخستین قهرمانی       |

|  |  |

### ترکیب تیم قهرمان
مصطفی ذوقی (کاپیتان)، مهدی صابرپور، حسن شمشیری، جواد محتشمیان، عزیز پرتوی، رسول آوازی، احمد پورکاشیان، رضا قهوه‌ای، علی تازرونی، مجید ارگی، مجید اسکندری، محسن نخعی.
سرمربی: فاروق فخرالدینی

## نگار خانه

جدول جام پاسارگاد سال ۱۳۵۵ در اسفند ماه، بعد از هفته ۱۹م. از مجله دنیای ورزش شماره ۳۳۳
مصطفی ذوقی کاپیتان تیم والیبال تاج تهران
قهرمانی تیم والیبال مردان تاج در باشگاههای تهران (جام پاسارگاد)
تیم والیبال تاج قهرمان دومین دوره لیگ والیبال ایران.